# CD Audio

Il logo del CD Audio

Il CD Audio (acronimo dell'inglese Compact Disc (Digital) Audio, spesso abbreviato CD Audio, Audio CD, CD-Audio, Audio-CD, CD-DA, CDDA) è un tipo di disco ottico contenente esclusivamente audio digitale, utilizzato come supporto audio.
Il CD Audio è stato creato congiuntamente dalla Sony e dalla Philips. La prima versione definitiva delle specifiche tecniche del CD Audio è stata finalizzata nel 1980. Nel 1982 sono stati commercializzati i primi CD Audio e il primo modello di riproduttore di CD Audio disponibile in commercio, il Sony CDP-101. Da un punto di vista cronologico, il CD Audio è stato la prima applicazione pratica del Compact disc. Dal CD Audio in seguito sono derivati tutti gli altri formati e utilizzi del Compact disc.

## Impieghi
Il CD Audio è nato come formato di Compact disc prestampato (quindi come supporto di informazione a sola lettura) destinato all'industria multimediale per la commercializzazione di contenuti sonori, in particolare all'industria discografica per la commercializzazione di musica. In tali settori merceologici è stato inizialmente concorrente del disco in vinile soppiantandolo quasi completamente nel giro di una decina d'anni. Con la nascita del CD-R, nel 1988, e del CD-RW, nel 1997, è diventato anche uno dei formati di registrazione più utilizzati nell'home audio soppiantando in particolare la Compact Cassette sempre nel giro di una decina d'anni.
Attualmente il CD Audio rappresenta lo standard più utilizzato per registrare l'audio sul Compact disc nonché lo standard de facto utilizzato dall'industria discografica per pubblicare musica mediante il Compact disc. Per tali motivi sono comunemente disponibili in commercio molte tipologie di riproduttori di CD Audio: da quelle più compatte (pensate per essere utilizzate in mobilità) a quelle più sofisticate (pensate per fornire le migliori prestazioni sonore). Meno comuni sono i registratori di CD Audio, in grado, non solo di riprodurre l'audio registrato sui CD Audio, ma anche di registrarlo.

## Descrizione

Confronto fra diversi supporti ottici

La struttura fisica del disco e i protocolli di memorizzazione dei dati sono descritti nel Red Book. Tali specifiche tecniche prevedono una capacità massima di 700 MB e audio stereofonico PCM campionato a 44,1 kHz con campioni di 16 bit, quindi, tenendo conto dello spazio occupato per la correzione d'errore, una capacità massima di registrazione di 74 minuti. Fu Akio Morita, fondatore e allora presidente della Sony, a imporre questa durata, tale che l'intera nona sinfonia di Beethoven fosse contenuta in un unico disco.
Nel CD Audio il suono è memorizzato in forma digitale: l'andamento della pressione sonora è misurato (campionato) ad intervalli regolari e il valore è descritto da una sequenza di 16 bit. In conseguenza del teorema di Nyquist-Shannon, è necessario che la frequenza di campionamento sia almeno doppia rispetto alla frequenza massima del segnale da acquisire, ovvero almeno 40 000 volte al secondo per la banda audio di 20 kHz, per ciascun canale stereo.
I bit sono incisi sul disco in un'unica traccia lunga oltre 5 km sotto forma di zone (pits e lands) più o meno riflettenti la luce.
La catena di elaborazione che trasforma la traccia su disco in suono può essere divisa in quattro sezioni principali, oltre ad un microprocessore centrale che sovraintende a tutto e interagisce con l'utente.

### Testina di lettura

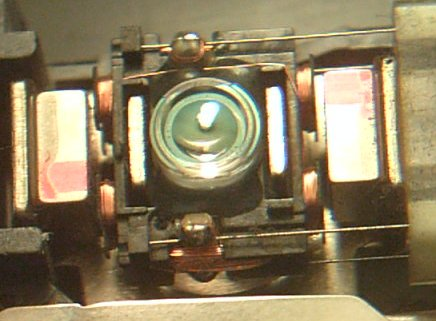
Lente di un lettore CD

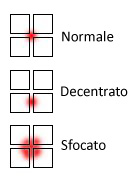
Intensità della luce laser sulle quattro sezioni del sensore ottico

Questa è certamente la parte più complessa ed innovativa del lettore Compact disc, in quanto diversamente da tutti gli altri sistemi di riproduzione audio, la testina non tocca la superficie del supporto, ma deve essere mantenuta allineata e alla giusta distanza attraverso diversi sistemi di servocontrollo.
In particolare i problemi da affrontare sono tre:
- Mantenere costante la velocità lineare del disco al di sotto della testina per avere un flusso costante di dati.

Questo comporta che la velocità angolare del disco non può essere costante, ma è maggiore quando la testina è vicina al centro e minore quando si trova alla periferia. La soluzione adottata per regolare la velocità di rotazione consiste in un buffer FIFO, una memoria in cui i dati entrano da un 'lato' e vengono prelevati dall'altro. Il prelievo di dati avviene ad un ritmo esattamente determinato da un oscillatore al quarzo per cui al variare del flusso in entrata si avrà un maggiore o minore riempimento del buffer. Il sistema di retroazione agisce sulla velocità angolare in modo da mantenere costante la quantità di dati immagazzinati. Questo approccio consente di compensare anche variazioni causate da attriti, vibrazioni ed imprecisione del motore (wow & flutter). Un buffer di opportune dimensioni unito a un'opportuna logica permette di compensare eventuali salti di traccia.
- Spostare in senso radiale la testina per inseguire la traccia.

Mentre in un giradischi la testina è trascinata dal solco stesso, in un Compact disc la testina non tocca il disco, per cui l'inseguimento della traccia deve essere effettuato con mezzi ottici.

La luce laser riflessa dal disco si focalizza al centro di un quadrato ai cui vertici sono presenti quattro sensori ottici. In condizioni di centratura l'intensità di luce rilevata è uguale per i quattro rivelatori, se invece la traccia e quindi il punto luminoso è lievemente scostata, il segnale è più intenso su alcuni sensori. Un circuito elettronico provvede a spostare la lente per mezzo di un campo magnetico prodotto da opportuni solenoidi all'interno dei quali è sospesa la lente di focalizzazione. Quando lo spostamento è al limite del raggio di azione della lente, l'intera testina viene traslata per mezzo di un motore elettrico.
- Mantenere alla giusta distanza dal disco la lente del laser, per ottenere una costante messa a fuoco.

Guardando un giradischi, si può osservare il periodico movimento verticale della testina dovuto alla non perfetta planarità del disco. Lo stesso accade nei Compact disc anche se in misura minore. Per questo è necessario regolare la messa a fuoco del laser istante per istante.
La verifica della focalizzazione è effettuata per mezzo dei quattro sensori già visti. Alla distanza ottimale il livello del segnale è al valore minimo per tutti i rivelatori.

### Correzione degli errori
Poiché il Compact disc non offre alcuna protezione contro la manipolazione e l'usura, è frequente la formazione sulla superficie di graffi o depositi di sporco che possono comprometterne la lettura. Per ovviare al problema sono adottate complesse tecniche di correzione di errore e di ridondanza dei dati.
In fase di scrittura, vengono innanzitutto intercalati i dati corrispondenti ai due canali stereo, dopodiché la sequenza è scomposta in spezzoni di 8 bit su cui viene effettuata la codifica EFM (Eight-to-fourteen modulation, ossia modulazione da 8 a 14 bit) per impedire che si abbiano sequenze consecutive troppo lunghe di zero o uno e contemporaneamente aumentare la ridondanza di informazione. Ai 14 bit ottenuti vengono aggiunti altri 3 bit di sincronizzazione, portando così la ridondanza al 112,5% (da 8 a 17 bit).
Dopo questa prima manipolazione, la sequenza è sottoposta a un'ulteriore elaborazione al termine della quale si ottengono raggruppamenti elementari (frame) di 588 bit. Ciascun frame è composto da 24 sottogruppi di 17 bit di dati intercalati a 8 gruppi di 17 bit per la correzione di errore, più 27 bit di sincronismo e 17 di informazioni da mostrare sul display (numero di traccia, posizione ecc). La dispersione dei blocchi di controllo permette di ricostruire i dati mancanti a causa di un ampio difetto sulla superficie del disco.
Tutte queste operazioni devono essere compiute in senso inverso dal lettore, per ricostruire la sequenza originale di 16 bit per campione per canale.

### Conversione digitale/analogico
In questo fondamentale passaggio, i bit sono convertiti in segnale elettrico analogico ad opera di un convertitore digitale-analogico (DAC) per ogni canale stereo. Il segnale è campionato a 16 bit che corrispondono a 65 535 livelli di tensione. In generale il funzionamento è basato su una rete di resistori dai valori opportunamente determinati, la cui precisione determina il grado di linearità del dispositivo.
All'uscita del convertitore il segnale è sottoposto ad un filtro passa-basso allo scopo di sopprimere eventuali armoniche prodotte dalla frequenza di campionamento.

### Preamplificazione audio
Questa sezione è simile a quella di qualunque altro apparecchio audio analogico e comprende la funzione di regolazione del volume ed eventualmente anche quelle del tono, del bilanciamento, nonché dell'equalizzazione. Se il lettore fornisce direttamente l'uscita per cuffie o altoparlante, è presente anche un amplificatore audio.

### Durata del supporto
Un fenomeno noto come Disc rot o cancro del disco, dovuto alla qualità dei materiali utilizzati durante il processo di fabbricazione, potrebbe ridurre la vita del supporto ottico a un tempo stimato di circa 10 anni. La problematica riguarderebbe la progressiva ossidazione dell'alluminio riflettente che è posto tra lo strato di policarbonato e quello di lacca protettiva.

## Regolamentazione in Italia
È possibile la copia privata (Art. 71 sexies e seg.) nel rispetto delle misure tecnologiche di protezione, ma non può essere fatta da terzi e non può avvenire la prestazione di servizi esterni per la riproduzione; nel caso siano presenti contenuti interattivi, se ci sono misure tecnologiche di protezione, non è possibile esercitarvi il diritto di copia.
Tuttavia è possibile fare almeno una copia analogica per uso privato e personale. È previsto un equo compenso agli autori delle opere dalla SIAE per gli apparecchi e supporti di registrazione delle copie private (tenendo conto delle misure tecnologiche di protezione).